# Pattaya Women's Open 1995
Il Pattaya Women's Open 1995 è stato un torneo di tennis giocato sul cemento. È stata la 5ª edizione del Pattaya Women's Open, che fa parte della categoria Tier IV nell'ambito del WTA Tour 1995. 
Si è giocato a Pattaya in Thailandia, dal 13 al 19 novembre 1995.

## Campionesse

### Singolare
Barbara Paulus ha battuto in finale  Yi Jing-Qian con il punteggio di 6–4, 6–3

### Doppio
Jill Hetherington /  Kristine Kunce hanno battuto in finale  Kristin Godridge /  Nana Miyagi con il punteggio di 2–6, 6–4, 6–3